# Bandingan (Kejobong)
Bandingan is een bestuurslaag in het regentschap Purbalingga van de provincie Midden-Java, Indonesië. Bandingan telt 4562 inwoners (volkstelling 2010).